# Drybridgestone

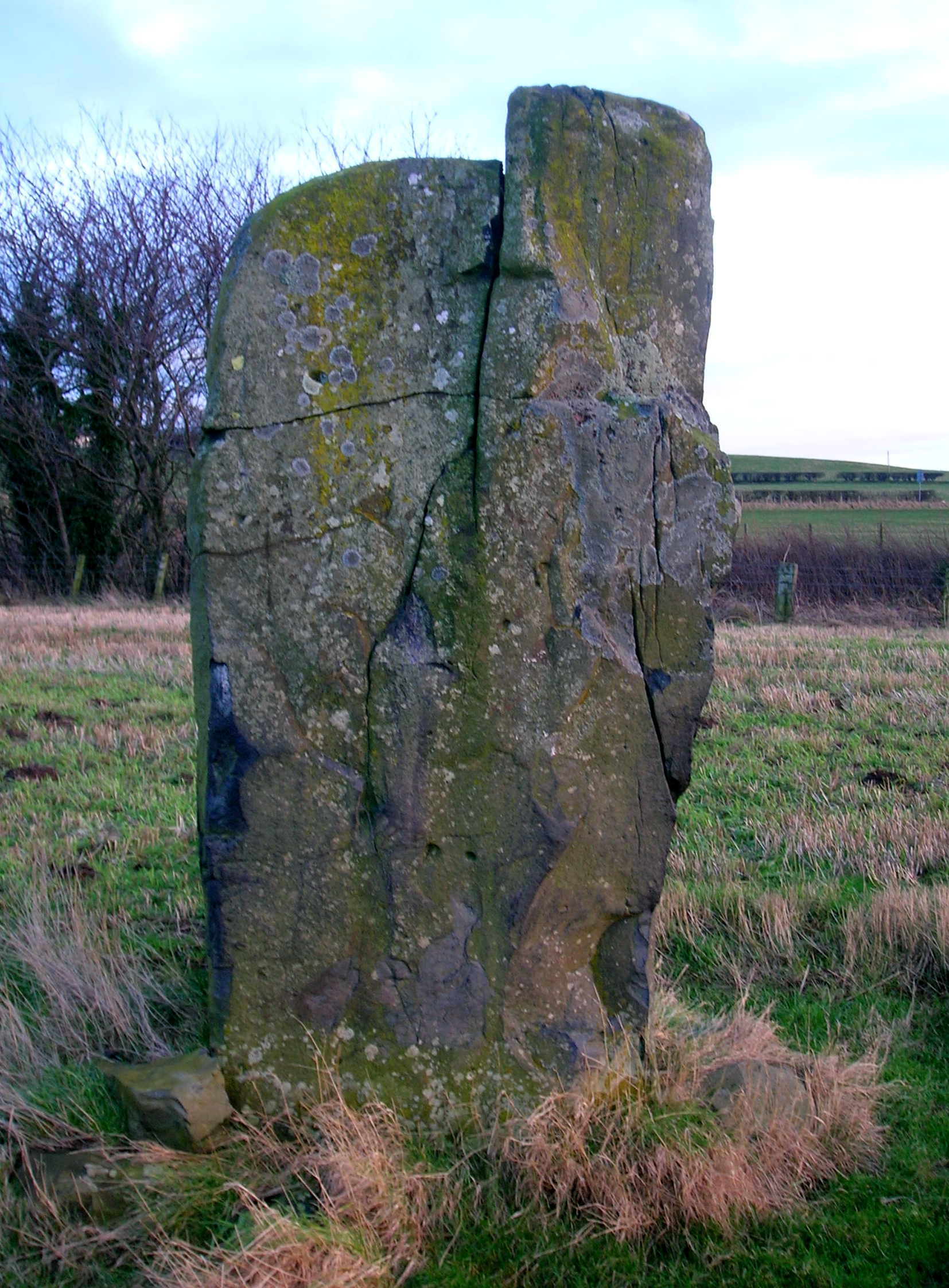
Drybridgestone

Der Drybridgestone (auch Stane Park genannt) ist ein Menhir (englisch Standing stone) in der Nähe des alten Bahnhofs im Weiler Drybridge, bei Irvine in North Ayrshire in Schottland.
Der quaderartige, oben beschädigte Menhir ist der einzige der im ebenen sogenannten „Stane Field“ erfasst wurde. Er hat eine Höhe von 2,6 m und einen Umfang von etwa 4,0 m, bei einer maximalen Breite von 1,3 m. Ein Axtkopf wurde in seiner Nähe gefunden. 
In dem Bereich finden sich auch der Cursus von Drybridge, ein Henge, ein doppelter konzentrischer Steinkreis und mehrere Orte mit Feuersteinablagerungen.